# Franz Metzner

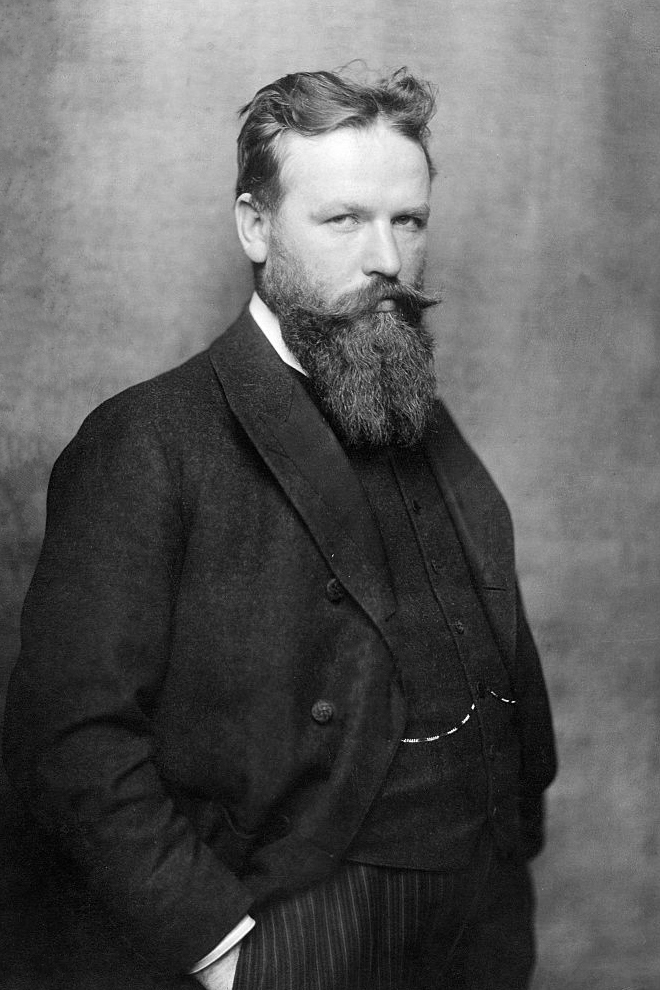
Franz Metzner

Franz Metzner (18 de noviembre de 1870, Wscherau, cercanías de Pilsen - 24 de marzo de 1919, Berlín) fue un influyente escultor alemán, particularmente por sus figuras escultóricas integradas en la arquitectura de edificios públicos de Europa Central en el periodo Art Nouveau / Jugendstil / Secesión de Viena. Su estilo es difícil de clasificar.

## Biografía

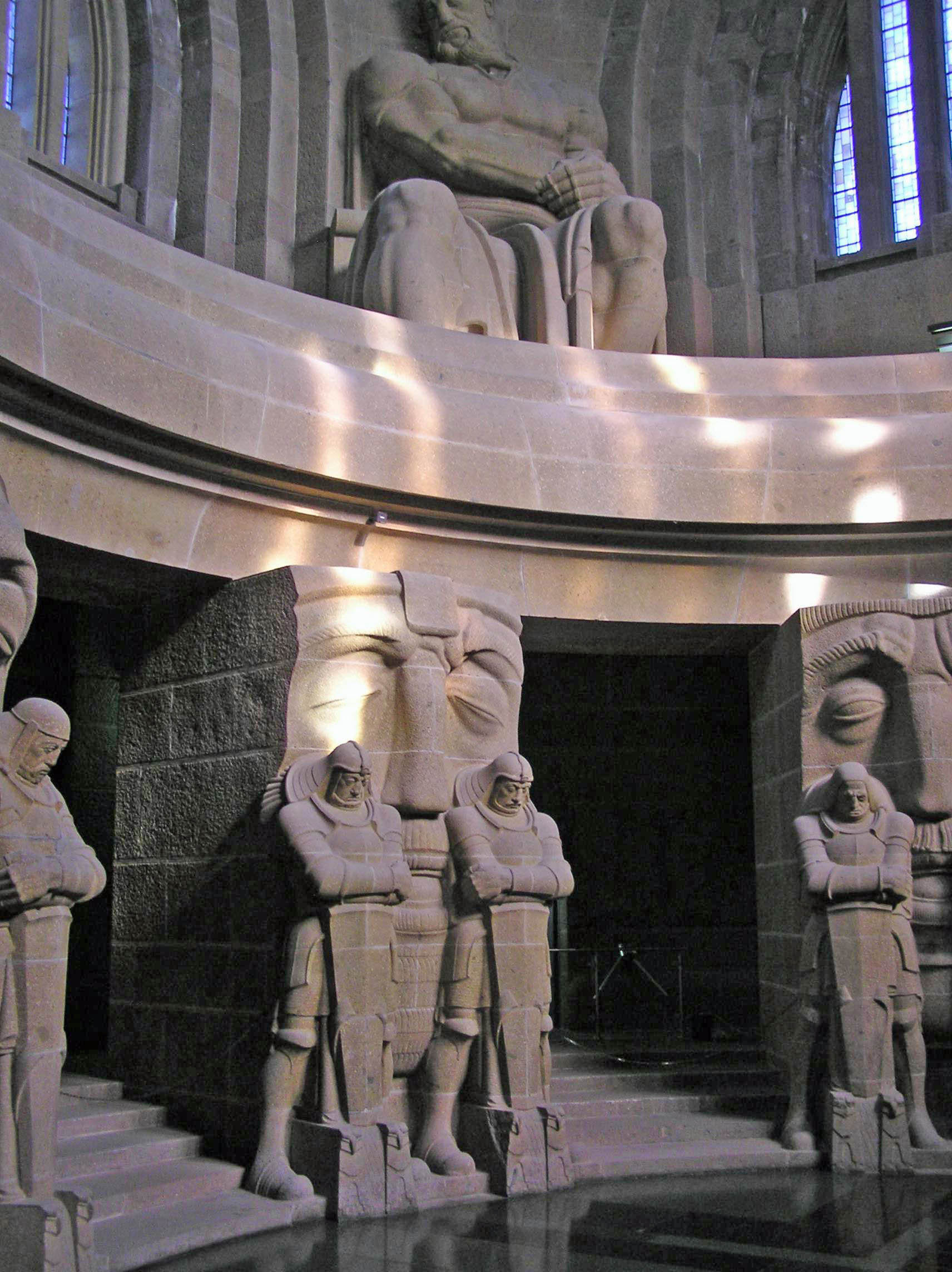
Figuras escultóricas de Franz Metzner en el Völkerschlachtdenkmal en Leipzig.

Metzer aprendió el oficio artesanal de picapedrero en Breslau con Christian Behrens y realizó un aprendizaje en Sajonia a lo largo de 1894. Fundó su propio estudio en Berlín en 1896 y trabajó predominantemente para la factoría de porcelana real hasta 1903, convirtiéndose en profesor de la universidad de arte y ciencias de Viena. Metzner alcanzó notoriedad al ganar la Medalla de Oro de la Exposición Universal de París (1900).
Entre sus obras más importantes se encuentran las esculturas para el Palacio Stoclet, un hito art déco (1904-1911) de Josef Hoffmann, en Bruselas, incluyendo las cuatro figuras verdes desnudas excéntricas en lo alto del edificio. El Palais Stoclet es un ejemplo de "Gesamtkunstwerk", la integración del arte y arquitectura, uno de los objetivos del Jugendstil.
En 1910 Metzner conoció a un vacacional Frank Lloyd Wright y, de acuerdo con el académico Anthony Alofsin, Metzer tuvo un impacto en la "convencionalización" de la figura humana de Wright y su incorporación en construcciones como el Edificio Larkin y los Jardines Midway. Por aquella época, los diseños de Metzner influyeron en otros artistas checos que se desarrollaban en Praga, entre ellos Stanislav Sucharda.
Una de sus obras famosas es el Völkerschlachtdenkmal de 1913 (Monumento a la Batalla de las Naciones), diseñado por el arquitecto Bruno Schmitz en Leipzig. Metzner ejecutó el poderoso y extrañamente escalado interior con figuras arquitectónicas escultóricas en la "Tumba de Hecker" con su profesor Behrens. El Monumento fue inaugurado en 1913 por el Káiser Guillermo II y está asociado con tensiones políticas del nacionalismo alemán en el periodo de entreguerras.
Gran parte de la obra de Metzner en Alemania se perdió durante la II Guerra Mundial.

## Otros trabajos
- Figuras atlantes, Casa Zacherl, Viena, Austria, 1905 (arquitecto Jože Plečnik).
- Tumba para el empresario papelero Max Krause en el Cementerio de Jerusalén en Berlín, 1907  (arquitecto Bruno Schmitz).
- Der Rüdigerbrunnen (pozo de Rudiger) en la ciudad bávara de Kaufbeuren.
- Monumento a Franz Stelzhammer, Linz, Austria, 1908.

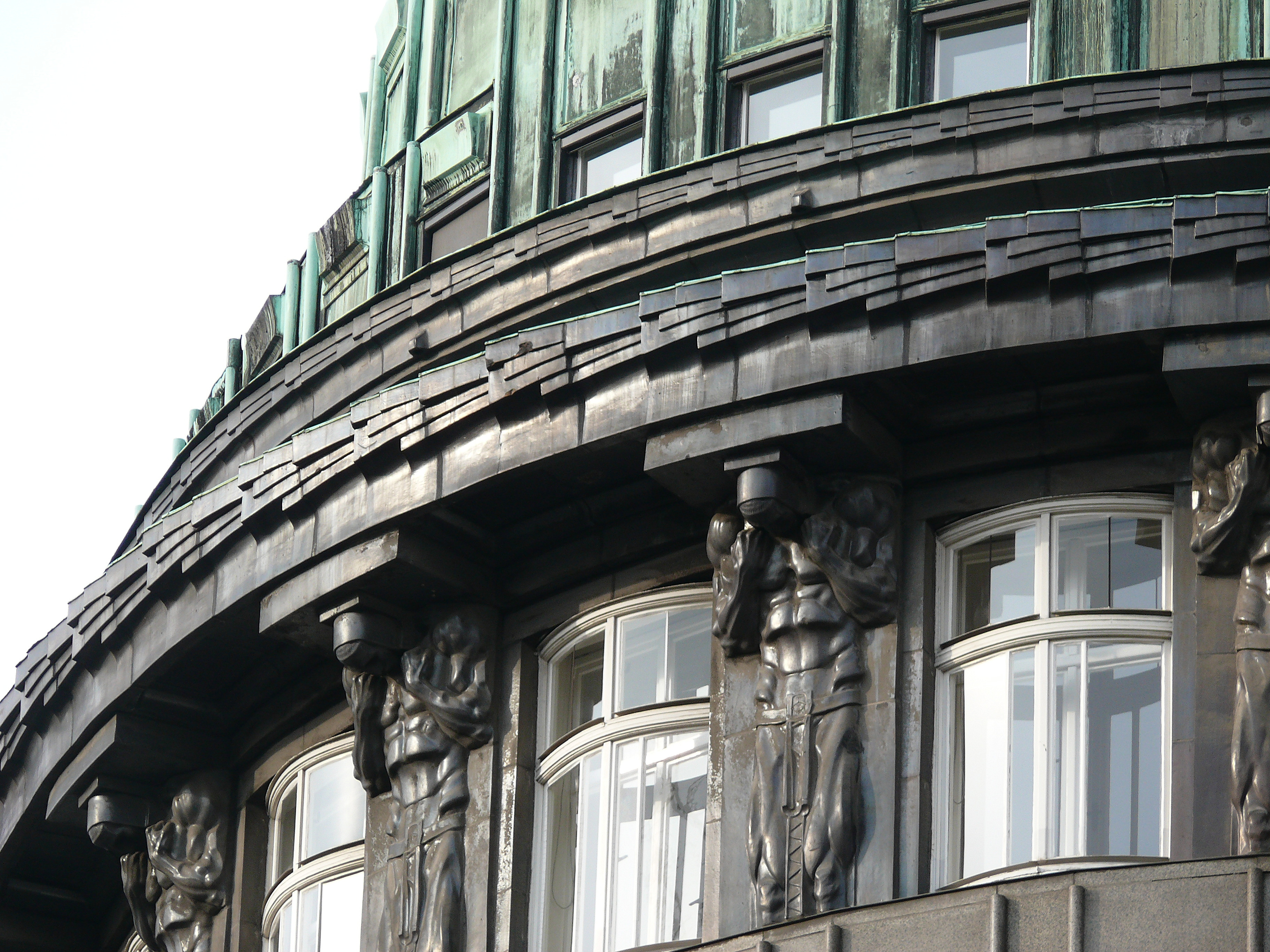
Figuras atlantes (1905), Casa Zacherl, Viena (arquitecto Jože Plečnik).
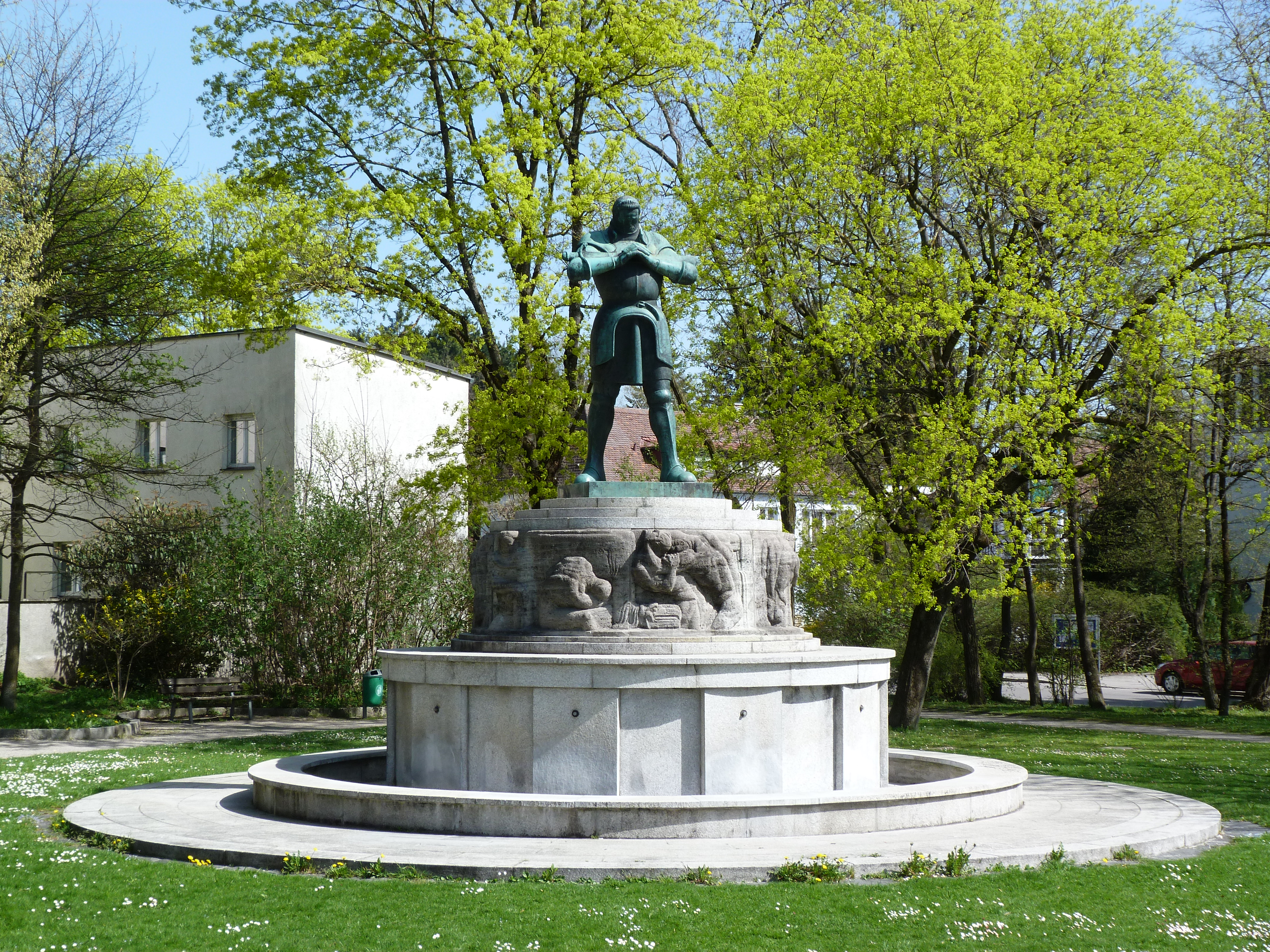
Der Rüdigerbrunnen (el pozo de Rudiger well), Kaufbeuren, Alemania.
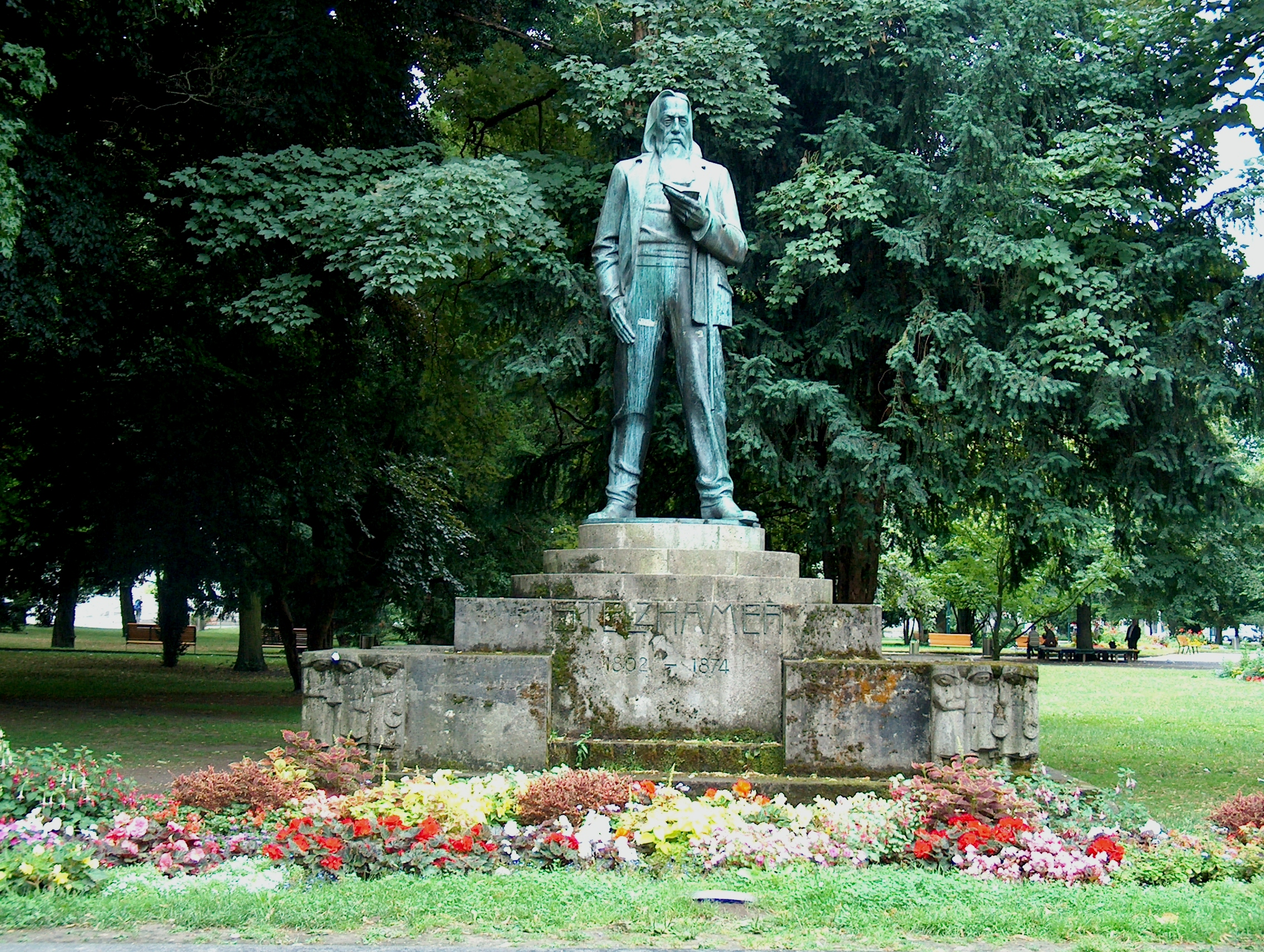
Monumento a Franz Stelzhammer (1908), Linz, Austria.
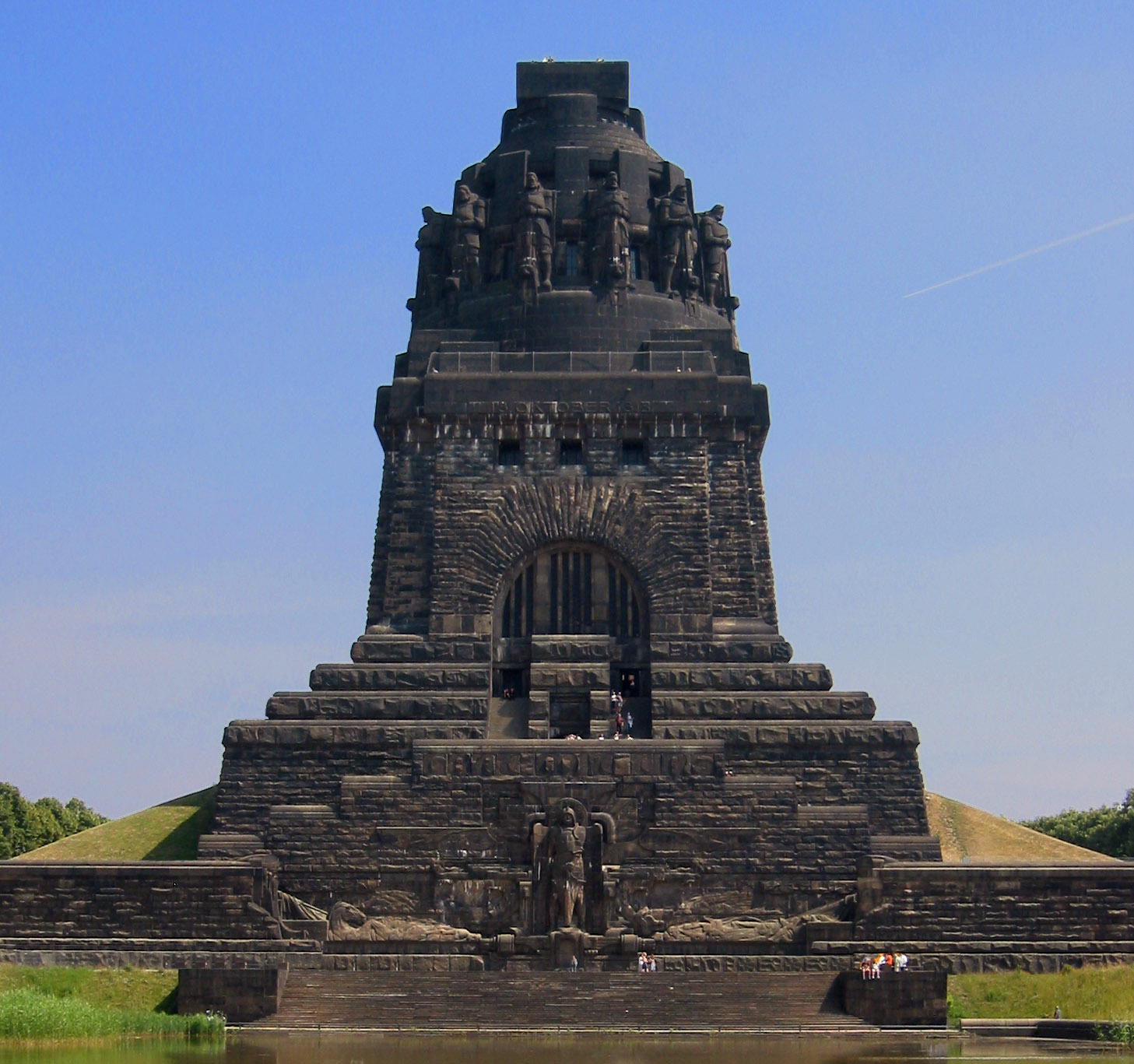
Voelkerschlachtdenkmal (1898-1913), Leipzig, Alemania (arquitecto Bruno Schmitz).
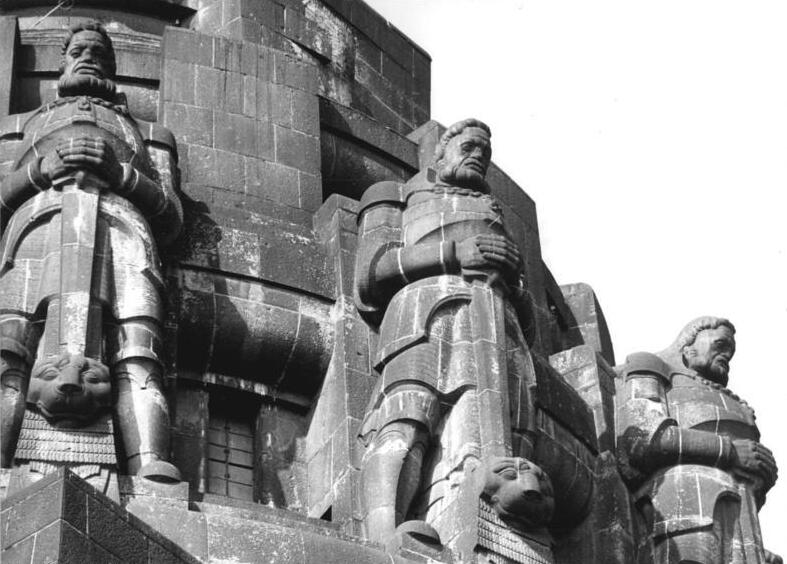
Wächterfiguren (Guardias), rodeando la cúpula del Völkerschlachtdenkmal.
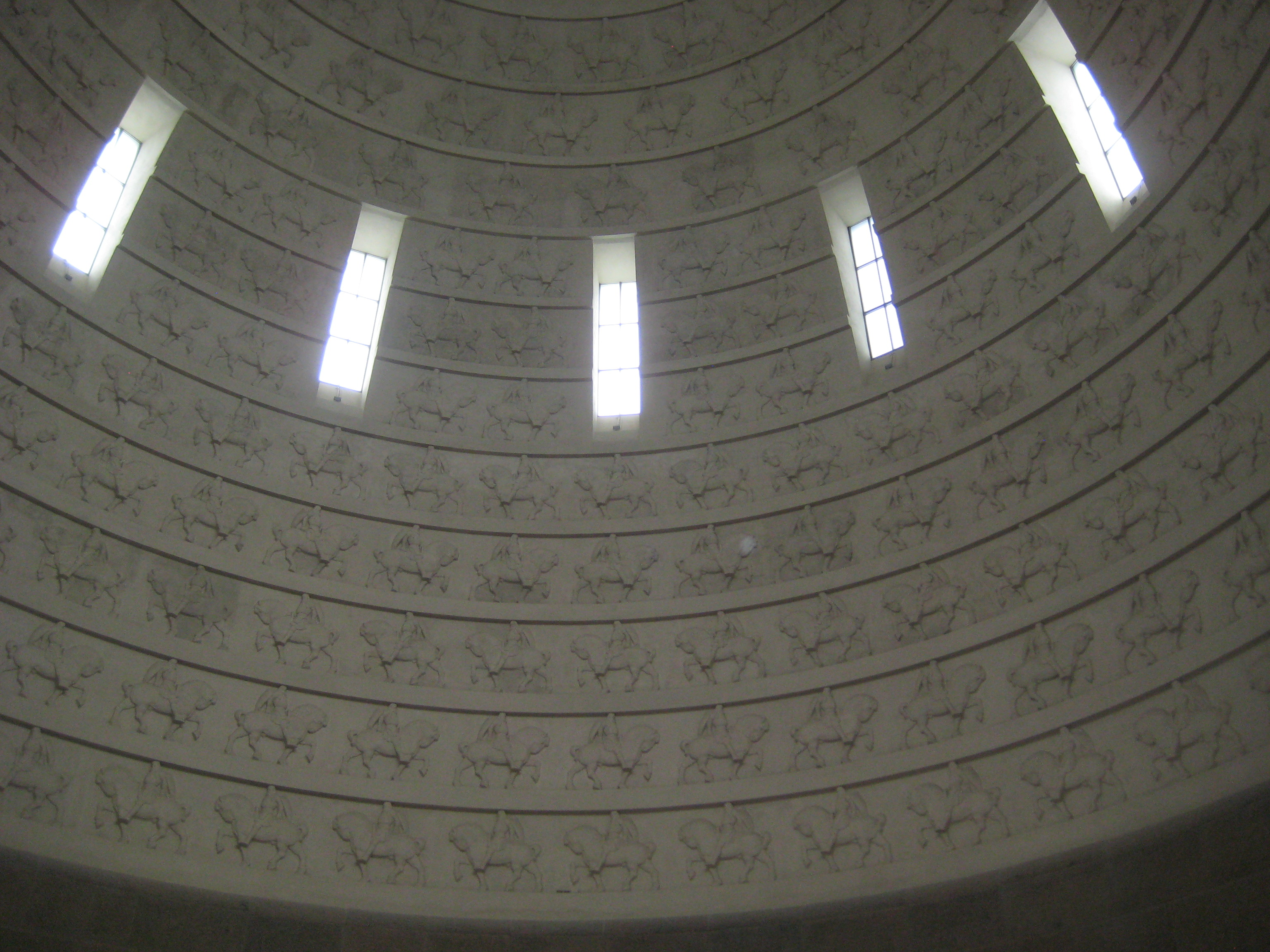
Interior de la cúpula del Völkerschlachtdenkmal.
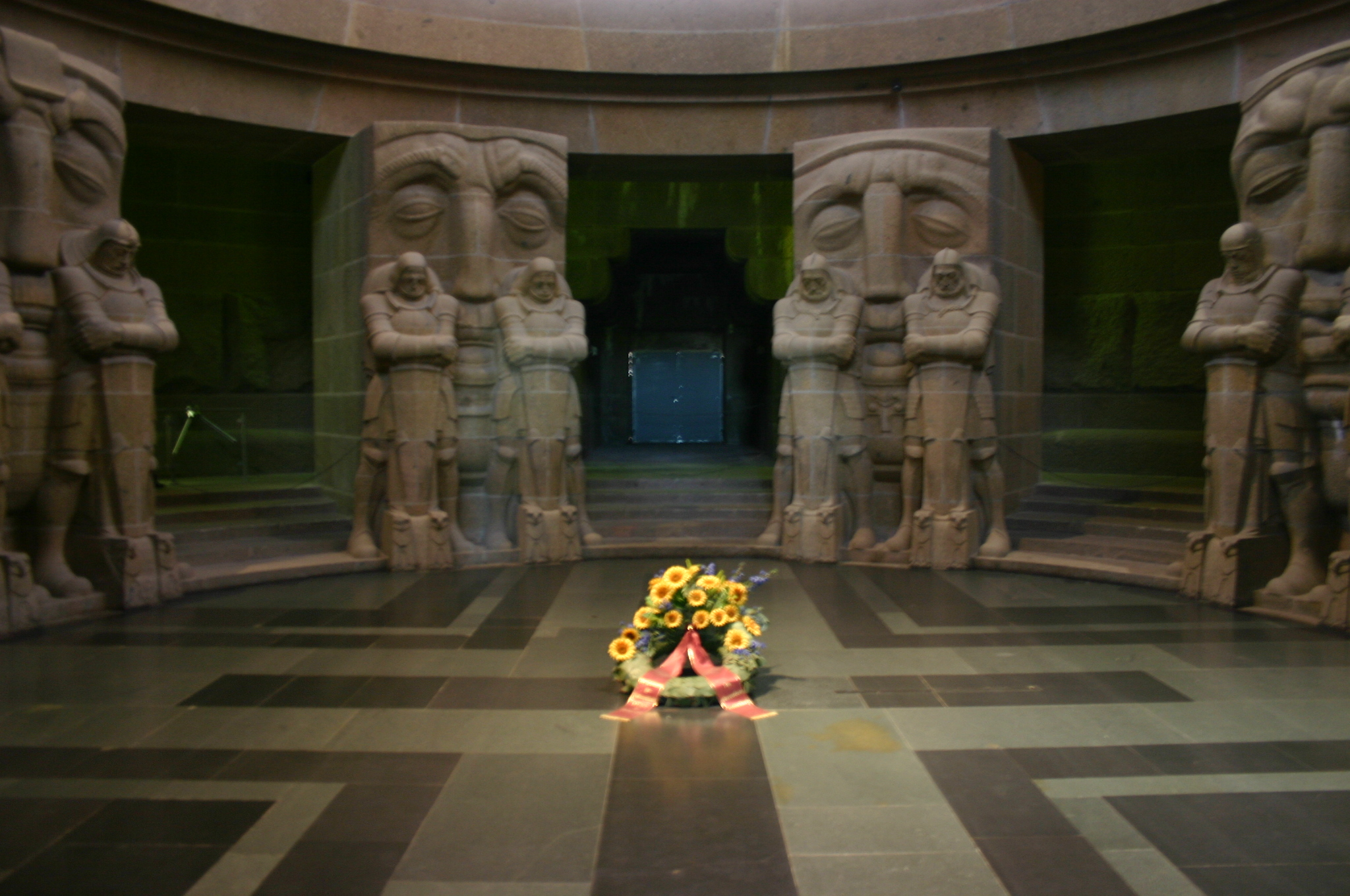
Máscaras del Destino, cripta del Völkerschlachtdenkmal.